# Puy Gros (Mont-Dore)
Pour les articles homonymes, voir Puy Gros.
Le puy Gros est un sommet des monts Dore dans le Massif central.

## Géographie

### Situation
Le puy Gros est situé sur la commune du Mont-Dore, au sud-est de la Banne d'Ordanche.

### Géologie
Il s’agit d’un ancien dôme de lave dont le sous-sol est constitué de trachyte,.

## Activités

### Protection environnementale
Le puy est inclus dans le site Natura 2000 « Monts Dore » et répertorié en ZNIEFF de type 2 « Monts Dore », ainsi que dans la ZNIEFF de type 1 « Banne d'Ordanche - Puy Gros ».

### Randonnée
La montagne est traversée par le sentier de grande randonnée 30.

## Dans la culture
Le peintre Alphonse Osbert a réalisé en 1902 un tableau intitulé En vue du Puy-Gros, Mont-Dore, conservé au musée d'Orsay.